# Starrett & van Vleck
Starrett & van Vleck (a menudo escrito como Starrett & Van Vleck) fue una firma de arquitectura estadounidense con sede en la ciudad de Nueva York que se especializó en el diseño de grandes almacenes, principalmente a principios del siglo XX.

## Historia
El socio principal, Goldwin Starrett (1867 – 1918), hermano del coronel William A. Starrett, había trabajado durante cuatro años en la oficina de Chicago de Daniel Burnham, antes de fundar la empresa como Goldwin Starrett y Van Vleck, junto con Ernest Allen Van Vleck (1875 – 1956) en 1907. Starrett, oriundo de Lawrence, había asistido a la Universidad de Míchigan, mientras que Van Vleck se graduó en la Escuela de Arquitectura de Cornell en Bell Creek. Después de que William A. Starrett y Orrin Rice se unieran a la sociedad varios años más tarde, se eliminó "Goldwin" del nombre de la empresa.

## Proyectos destacados
En sus diseños se incluyeron las tiendas insignia de la ciudad de Nueva York de Lord & Taylor, Bloomingdale's, Saks Fifth Avenue, Abraham & Straus y Alexander's. El Lord & Taylor Building, ubicado en la Quinta Avenida entre las calles 38 y 39, se completó en 1914 como la primera tienda por departamentos importante de Starrett & van Vleck y es un hito designado por la ciudad de Nueva York.
Starrett & van Vleck también fue responsable del diseño de los monumentos designados de la ciudad de Nueva York Everett Building (1908), American Stock Exchange Building (1921), 21 West Street (1929) y Downtown Athletic Club (1930). Entre 1937 y 1948, diseñaron la tienda insignia del centro de la ciudad de J. N. Adam & Co. en Búfalo, que actualmente está amenazada de demolición. Está ubicado en el distrito histórico J. N. Adam–AM&A. Starrett & van Vleck también diseñaron la tienda insignia de Garfinckel's en Washington D. C. y los grandes almacenes Miller & Rhoads en Richmond, VA, así como la antigua Mosby Dry Goods Store en Richmond, VA, que ahora está siendo restaurada y renovación como hotel. Garfinckel's se agregó al Registro Nacional de Lugares Históricos en 1995.
En Pittsburgh, Starrett & van Vleck fue responsable del diseño del buque insignia del centro de la ciudad de los grandes almacenes Gimbels, que se construyó en 1914 en 339 Sixth Avenue. Gimbels cerró en Pittsburgh en 1987. El edificio pasó a llamarse Heinz 57 Center en 2002 después de que el edificio remodelado se convirtiera en la sede norteamericana de H. J. Heinz Co.. Se agregó a la Fundación de Historia y Monumentos de Pittsburgh como Monumento Histórico en 1982. Cerca de Pittsburgh, en 1912, diseñaron la casa que luego se convirtió en la casa club del Foxburg Country Club.
Varias de sus obras están incluidas en el Registro Nacional de Lugares Históricos.

## Obras
Los trabajos incluyen (con atribución):
- 21 West Street, Nueva York (Starrett & Van Vleck), incluido en el NRHP
- 300 Park Avenue South, Nueva York (Starrett & Van Vleck), incluido en el NRHP
- 820 Fifth Avenue, Nueva York (Starrett & Van Vleck) - 1916
- American Stock Exchange Building, 86 Trinity Pl. Nueva York (Starrett & Van Vleck), incluido en el NRHP
- Charles D. McIver School, 617 W. Lee St. Greensboro (Starrett & Van Vleck), incluido en el NRHP
- Downtown Athletic Club (20 West Street), 1929-1930
- Garfinckel's Department Store, 1401 F St., NW. Washington D. C. (Starrett and Van Vleck), incluido en el NRHP
- Foxburg Country Club and Golf Course, 369 Harvey Rd., Foxburg (Starrett, Goldwin), incluido en el NRHP
- Hahne and Company, 609 Broad St., Newark (Starrett, Goldwin), incluido en el NRHP
- Heinz 57 Center, antiguas tiendas Gimbels, Pittsburgh (Starrett & Van Vleck) - 1914
- JB Mosby Department Store, Richmond (Starrett & Van Vleck) - 1916
- Lasalle, Koch and Company Department Store, 513 Adams St., Toledo (Starrett & Van Vleck), incluido en el NRHP
- Lord & Taylor Building (424 Fifth Avenue), 1913-1914
- Saks Fifth Avenue Building, Nueva York
- Strouss-Hirschberg Company, 14-28 Federal Plaza W Youngstown (Starrett & Van Vleck), incluido en el NRHP
- Von Cramm Cooperative Hall, una casa dirigida por estudiantes en el West Campus de la Universidad de Cornell en Ithaca, Estado de Nueva York[11]
- Una o más obras en el distrito histórico de Summit Avenue, delimitado aproximadamente por las calles Chestnut, E. Bessemer, Cypress, Dewey, Park y Percy en Greensboro (Starrett and Van Vleck), incluido en el NRHP

## Galería

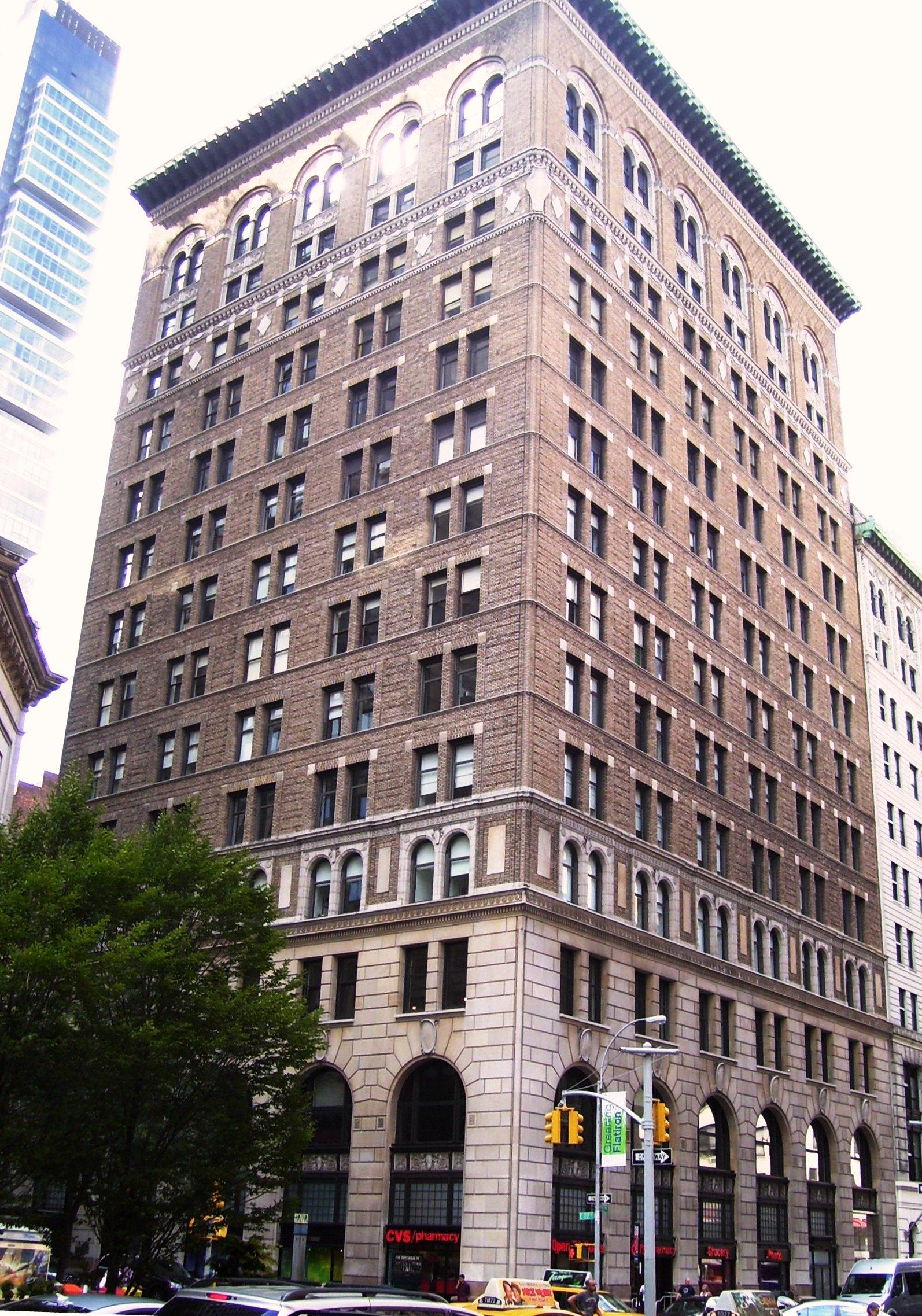
300 Park Avenue South
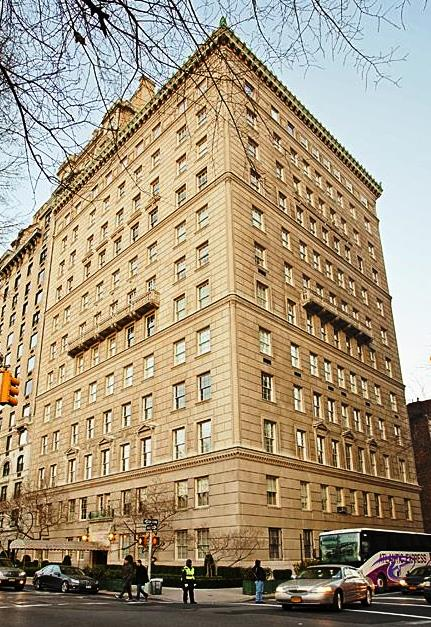
820 Fifth Avenue
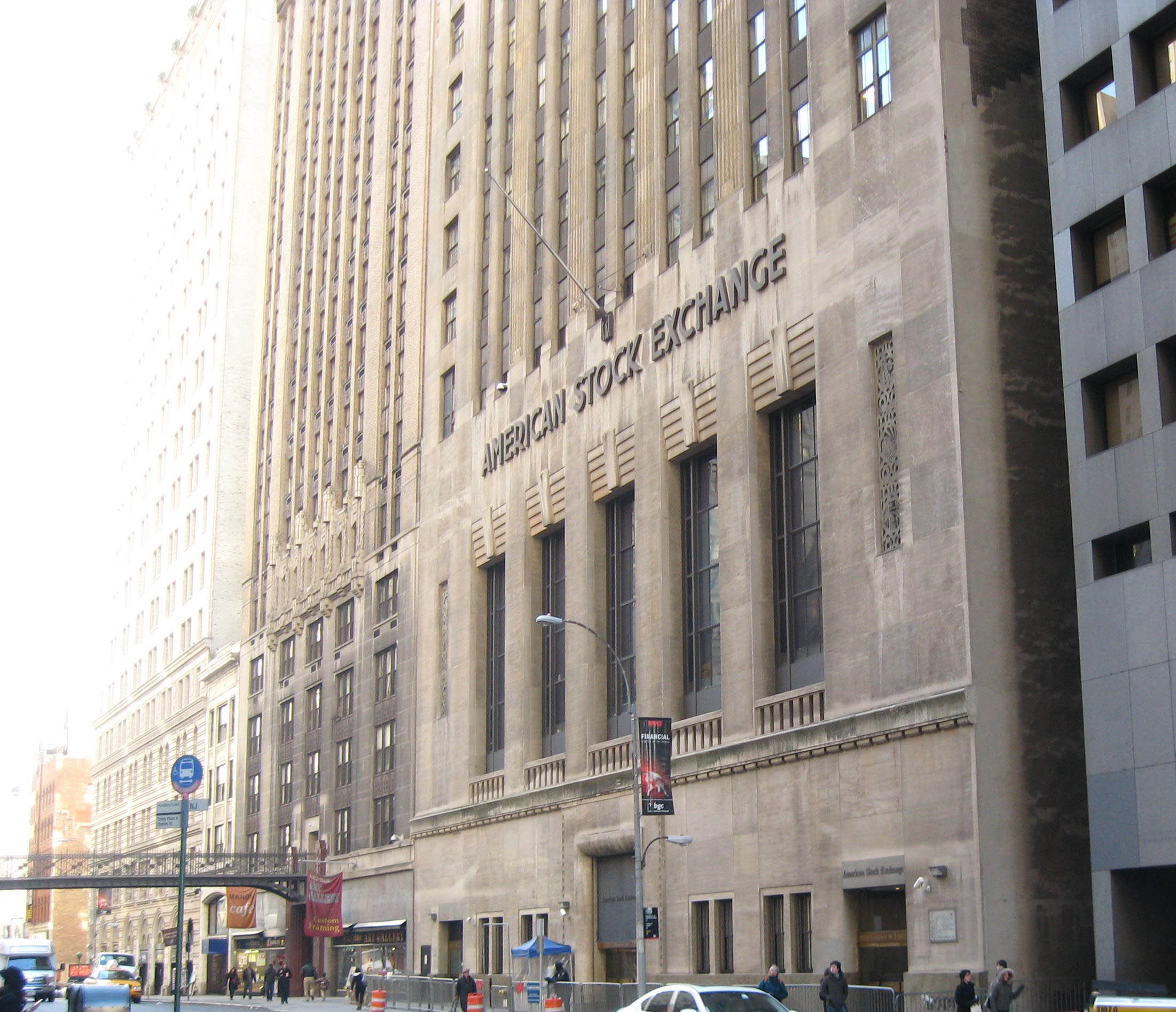
American Stock Exchange Building
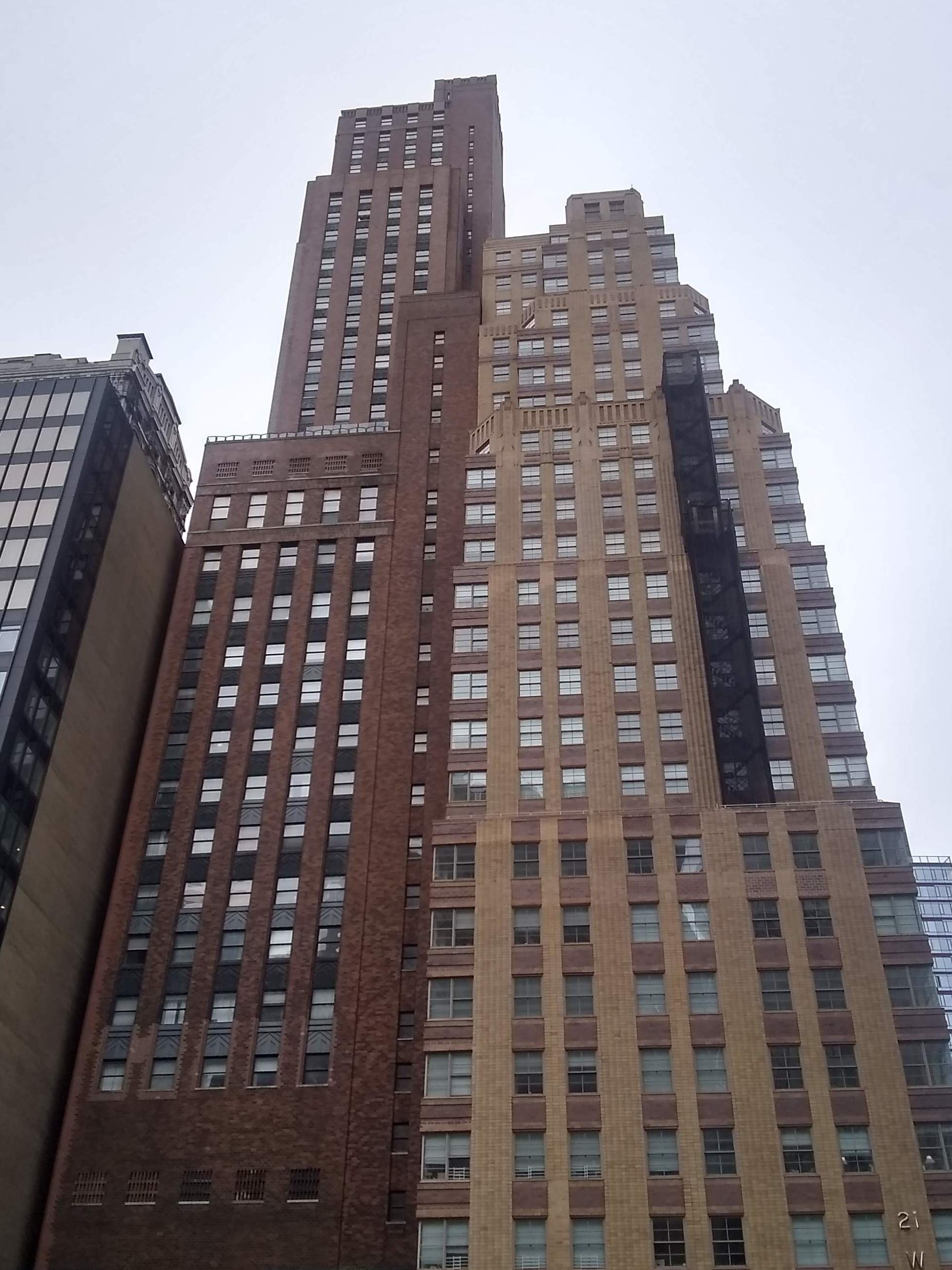
Downtown Athletic Club
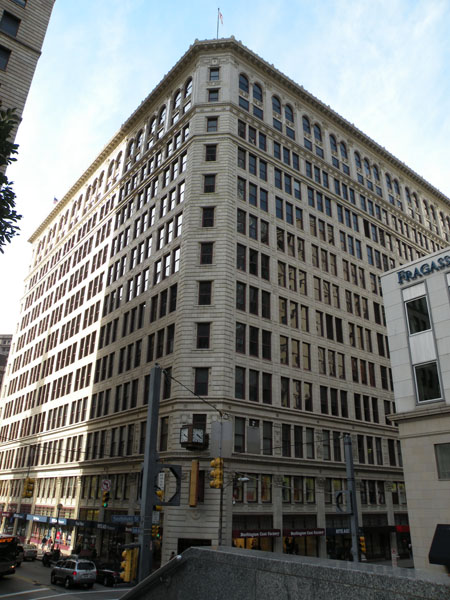
Heinz 57 Center
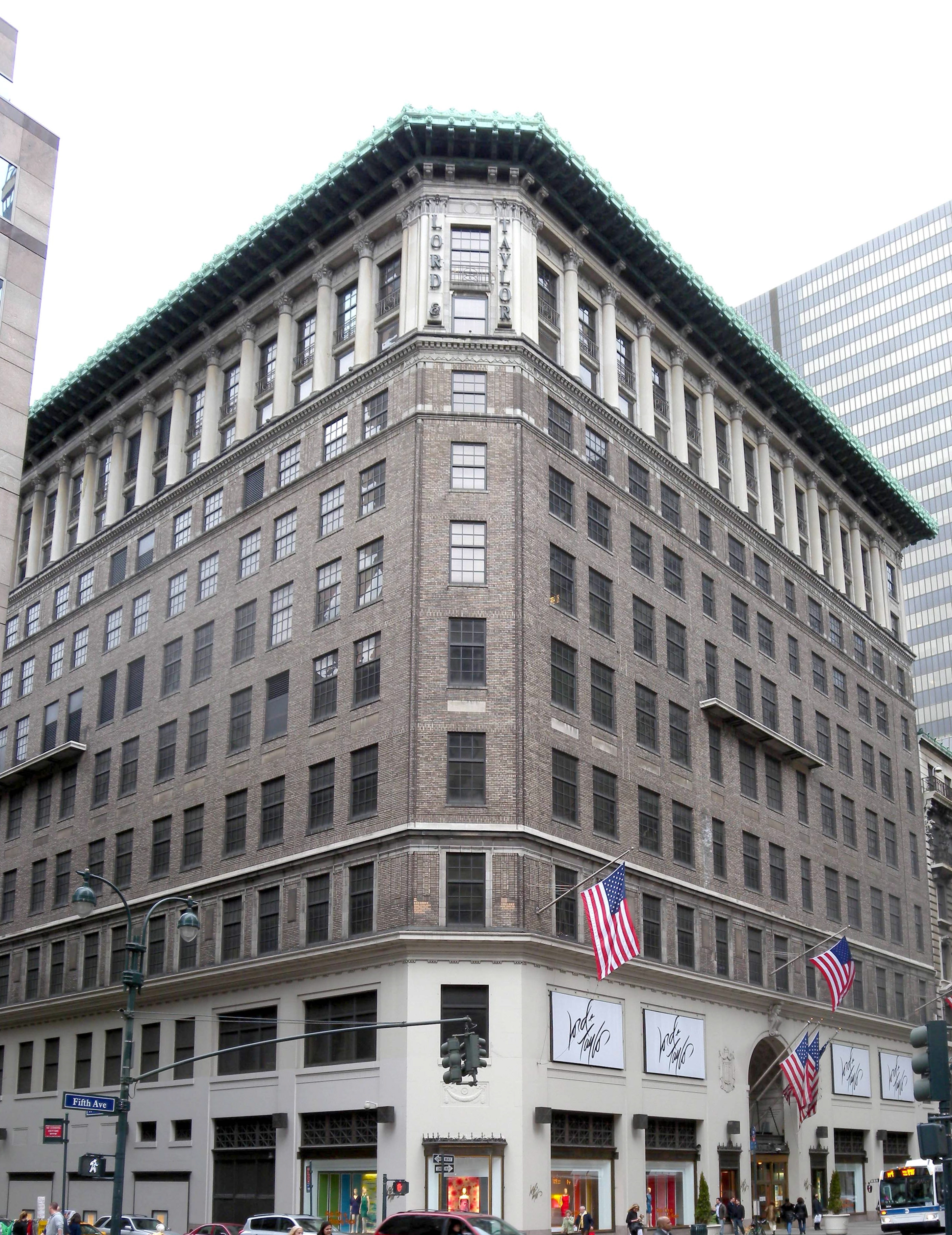
Lord & Taylor Building
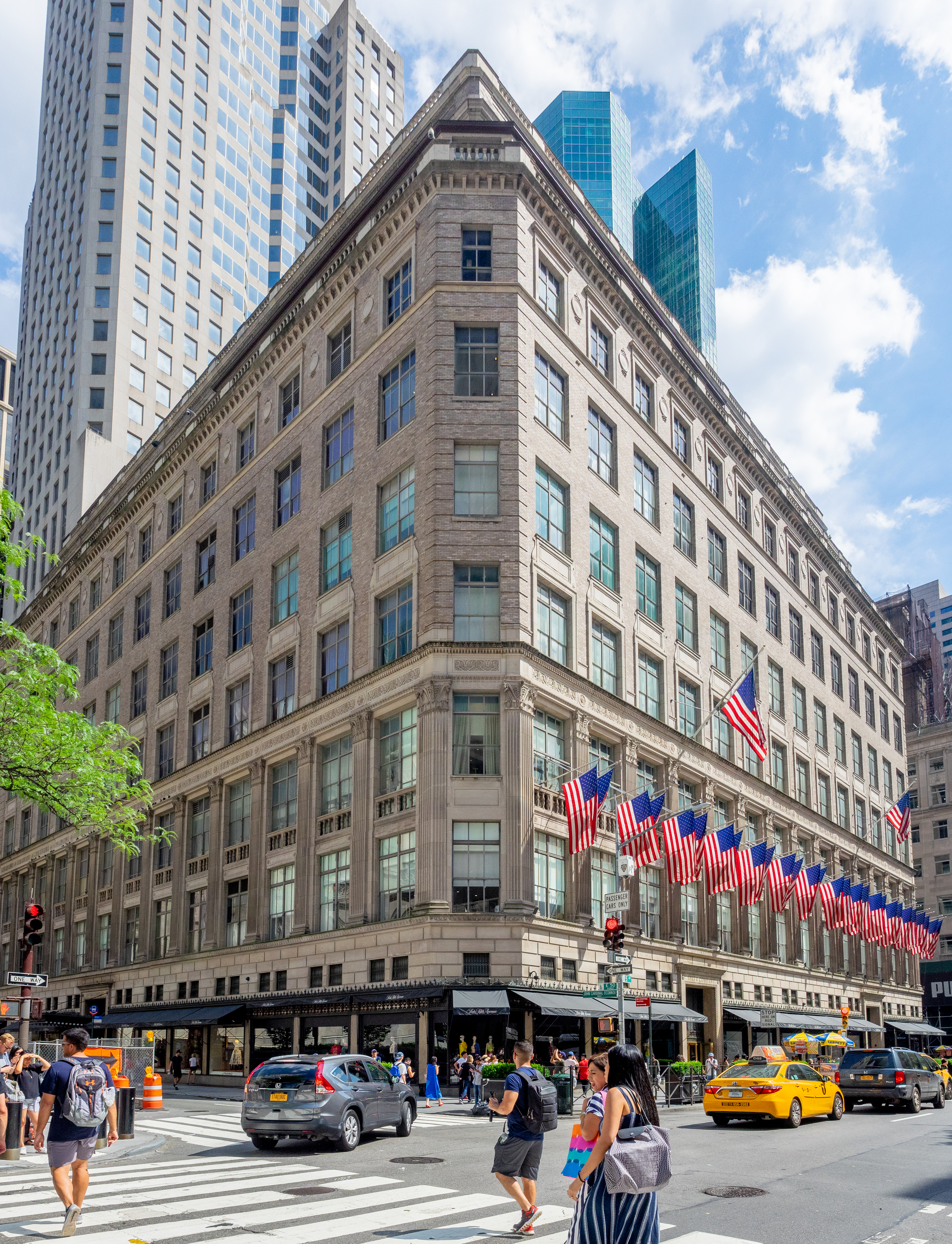
Saks Fifth Avenue Building